# Formació de Nemegt
La formació de Nemegt (o Nemégtskaia Svita) és una formació geològica que data del Cretaci superior i es troba al desert de Gobi de Mongòlia.
Consisteix en sediments de canals fluvials i conté fòssils de peixos, tortugues, cocodril, ocells i fauna diversa de dinosaures. El clima que s'hi associa és més humit que el de les formacions que la precedeixen; sembla que almenys va existir un cert grau de coberta forestal.
L'edat absoluta de la formació de Nemegt és desconeguda però es pensa que és del Maastrichtià o potser del Campanià superior, aproximadament de fa entre 76 i fa 65 milions d'anys d'antiguitat.